# Moerckiaceae
Moerckiaceae, porodica jetrenjarki u podredu Pallaviciniineae, dio reda Pallaviciniales. Porodica je opisana 2007. Postoje 2 roda.

## Rodovi
1. Hattorianthus R.M. Schust. & Inoue
2. Moerckia Gottsche